# Premio Nacional de Chile

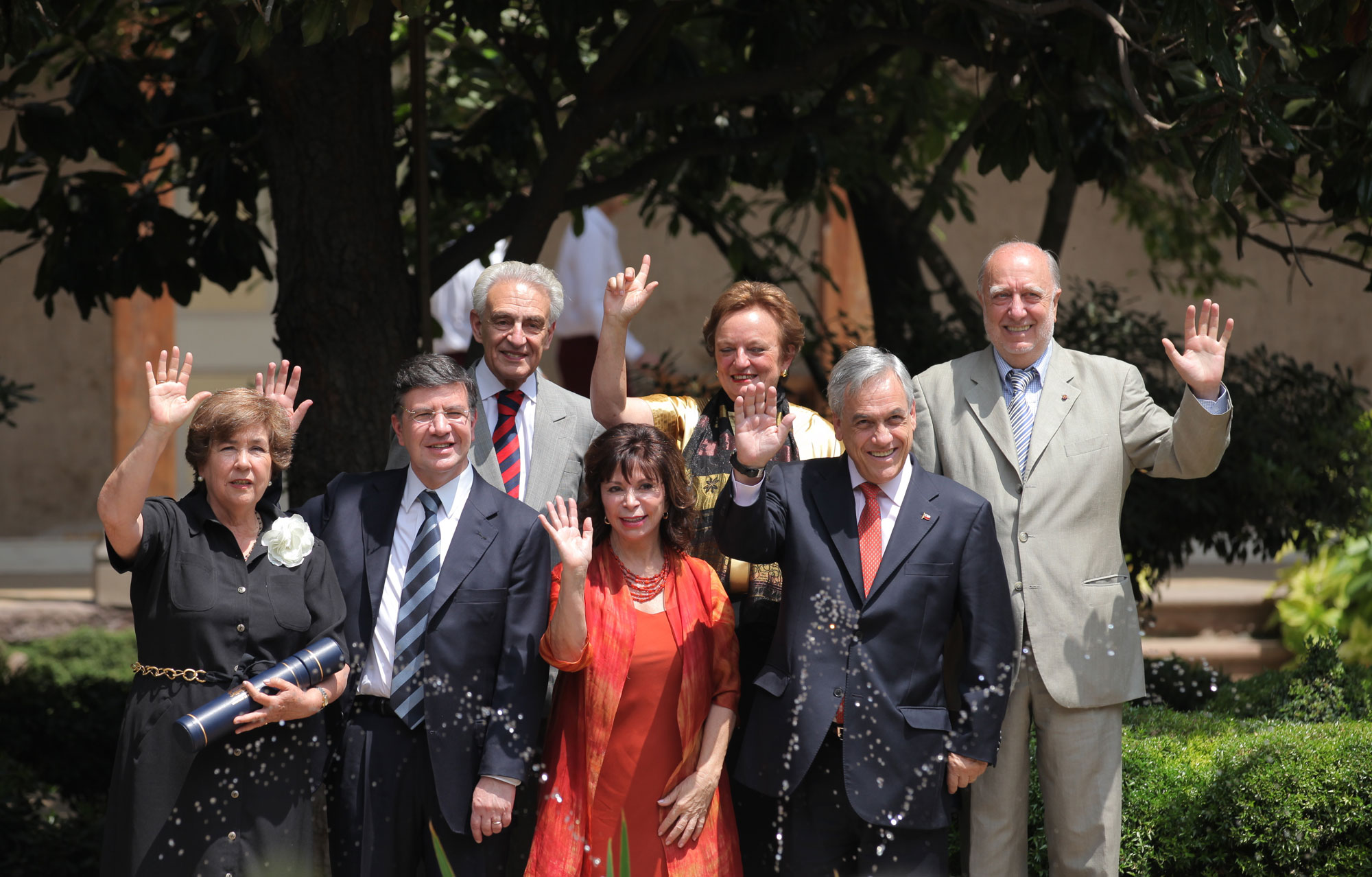
El Presidente de Chile Sebastián Piñera, junto al Ministro de Educación Joaquín Lavín, haciendo entrega de los Premios Nacionales 2010.
De izquierda a derecha: Carmen Luisa Letelier, Bernardino Bravo, Isabel Allende, Mary Therese Kalin, Juan Carlos Castilla.

Premios Nacionales de Chile es el nombre colectivo dado a los siguientes reconocimientos que otorga el Gobierno de Chile por medio del Ministerio de Educación y, a partir de 2003, por el Consejo Nacional de la Cultura y las Artes. Son entregados por el Presidente de la República y se conceden en una ceremonia oficial celebrada en el Palacio de La Moneda.
A través de estos premios, se busca reconocer la obra de chilenos que por su excelencia, creatividad, aporte trascendente a la cultura nacional y al desarrollo de dichos campos y áreas del saber y de las artes, se hagan acreedores a estos galardones.

## Categorías
El Premio Nacional de Chile está compuesto por los siguientes reconocimientos:
- Premio Nacional de Literatura, desde 1942.[2][3][4]
- Premio Nacional de Periodismo, desde 1954.[3][4][5][6]
- Premio Nacional de Historia, desde 1974.[4]
- Premio Nacional de Ciencias de la Educación, desde 1981.[7]
- Premio Nacional de Artes Plásticas, desde 1992.[8]
- Premio Nacional de Artes Musicales, desde 1992.[8]
- Premio Nacional de Artes de la Representación y Audiovisuales, desde 1992.[8]
- Premio Nacional de Ciencias Aplicadas y Tecnológicas, desde 1992.[8]
- Premio Nacional de Ciencias Exactas, desde 1992.[8]
- Premio Nacional de Ciencias Naturales, desde 1992.[8]
- Premio Nacional de Humanidades y Ciencias Sociales, desde 1992.[8]
- Premio Nacional de Telecomunicaciones, desde 2015.[9]

Anteriormente se otorgó también:
- Premio Nacional de Arte, entre 1944 y 1991.[2][3][4][6]
- Premio Nacional de Ciencias, entre 1969 y 1991.[3][4][10]